# Alicycliphilus
Alicycliphilus es un género de bacterias gramnegativas de la familia Comamonadaceae. Actualmente sólo contiene una especie: Alicycliphilus denitrificans. Fue descrito en el año 2003. Su etimología hace referencia al uso de compuestos alicíclicos. El nombre de la especie hace referencia a desnitrificación. Es aerobia y móvil por flagelo polar. Tiene un tamaño de 0,6 μm de ancho por 1-2 μm de largo. Catalasa y oxidasa positivas. Forma colonias redondas, convexas, de color rosa pálido en agar LB tras 48 horas de incubación. Temperatura de crecimiento óptima de 28-30 °C. Se ha aislado de aguas residuales, lodos activados y ambientes contaminados. Se estudia por su posible aplicación en biorremediación. Tiene capacidad para degradar hidrocarburos aromáticos. 